# Edgerton, Missouri
Edgerton är en ort i Platte County i Missouri. Vid 2010 års folkräkning hade Edgerton 546 invånare.

## Kända personer från Edgerton
- Jim Davis, skådespelare